# Matthias Weber (Basketballspieler)
Matthias Weber (* 1. Dezember 1980 in Darmstadt) ist ein ehemaliger deutscher Basketballspieler auf der Flügelposition. Weber spielte 119 Mal für Bayer Leverkusen und Brandt Hagen in der Basketball-Bundesliga und war deutscher Juniorennationalspieler.

## Karriere
Weber wechselte im Alter von 14 Jahren von Ober-Ramstadt zu Bayer Leverkusen und lebte zunächst am Internat Schloss Hagerhof. Er wurde mit Leverkusens C-Jugend 1995 deutscher Meister, 1996 gewann er die deutsche Meisterschaft in der B-Jugend und 1999 in der A-Jugend.
Weber gab in der Saison 1998/99 bei den Rheinländern sein Debüt in der Bundesliga. Seinen ersten Auftritt in der Anfangsaufstellung der Leverkusener Mannschaft hatte er im November 1998 im europäischen Vereinswettbewerb Korać-Cup gegen Paris. Er spielte (mit einer Unterbrechung) bis 2006 unterm Bayer-Kreuz und war überwiegend Ergänzungsspieler. In der Saison 2003/04 stand Weber auf Leihbasis bei Brandt Hagen unter Vertrag, blieb nach der Insolvenz des Vereins im Dezember 2013 in der Stadt und schloss sich dem Zweitligisten BG DEK/Fichte Hagen an, ehe er zur Saison 2004/05 nach Leverkusen zurückkehrte. Seine höchsten Einsatzzeiten (Minuten pro Spiel) in Leverkusen erhielt Weber in der Saison 2002/03, als er im Schnitt 12:07 Minuten je Begegnung auf dem Feld stand. Seinen Punktbestwert in der Bundesliga stellte er im November 2002 auf, als er 16 Zähler gegen Oldenburg verbuchte. Im Leverkusener Dress spielte er auch in europäischen Vereinswettbewerben wie dem Korać-Cup, dem EuroCup, der SuproLeague sowie dem Challenge Cup.
2006 wechselte Weber zu den Dragons Rhöndorf in die 2. Basketball-Bundesliga, 2007 gab es den nächsten Wechsel zum Regionalligisten BG Hagen, wo er in den nachfolgenden Jahren Leistungsträger war.

### Nationalmannschaft
Weber war Mitglied der deutschen U18-Nationalmannschaft, mit der er 1998 an der Ausscheidungsrunde zur Europameisterschaft teilnahm.